# Le Pont-de-Montvert
Le Pont-de-Montvert is een plaats en voormalige gemeente in het Franse Kanton Pont-de-Montvert dat behoort tot het departement Lozère in de regio Occitanie en telt 272 inwoners (1999).De plaats maakt deel uit van het arrondissement Florac.

## Geschiedenis
Na de moord op aartspriester François de Langlade du Chayla ontstond hier de Guerre des Camisards, een opstand van hugenoten in de Cevennes (1702-1705). Nadat deze was neergeslagen kreeg Pont-de-Montvert nog lange tijd een garnizoen ridders van Malta toegewezen om de protestantse bevolking onder de duim te houden.
Le Pont-de-Montvert is op 1 januari 2016 gefuseerd met de gemeenten Fraissinet-de-Lozère en Saint-Maurice-de-Ventalon tot de gemeente Pont de Montvert - Sud Mont Lozère. 

## Geografie
De oppervlakte van Le Pont-de-Montvert bedraagt 93,7 km², de bevolkingsdichtheid is 2,9 inwoners per km².
De onderstaande kaart toont de ligging van Le Pont-de-Montvert met de belangrijkste infrastructuur en aangrenzende gemeenten.

## Demografie
Onderstaande figuur toont het verloop van het inwonertal.

## Bezienswaardigheden
- écomusée du Mont Lozère.
- Bronnen van de Tarn.